# Waimānalo
Waimānalo ist eine Stadt nahe dem östlichen Ende der Hawaii-Insel Oahu mit rund 10.000 Einwohnern. Der Ortsteil Waimānalo Beach verfügt über den längsten Sandstrand der Insel.

## Geschichte
Archäologische Funde an der Bellows Beach datieren die erste Ansiedlung von Menschen auf eine Zeit zwischen 1040 und 1219, wie erst durch die Radiokarbonmethode ermittelt werden konnte. Waimānalo ist damit die älteste Siedlung von Hawaii. Wissenschaftler glauben, dass es auch die ursprüngliche Landungsstelle der ersten polynesischen Seefahrer gewesen sein könnte. Als um 1840 katholische Missionare nach Waimānalo kamen, fanden sie im Tal hunderte Grashütten vor. Sie bauten 1842 die St.-George’s-Kirche, eine der ältesten an der Ostküste von Oahu. Als 1853 die ersten Mormonen zum Missionieren ankamen, waren viele Hütten von ihren Bewohnern nach einer Pockenepidemie verlassen worden. Die Siedlung lag sehr abgeschieden, es gab keine Straße dorthin, nur zwei Pfade über steile Bergrücken. 1878 gründete John Cummins, Sohn der hawaiischen Oberhäuptlingin Kaumakaokane Papaliʻaiʻaina die Waimanalo Sugar Company und legte eine große Zuckerplantage an. Sein Anwesen wurde oft von Mitgliedern der Königsfamilie von Hawaii besucht. Die Plantage zog viele Arbeitskräfte aus Portugal und den Philippinen in die Siedlung. In den 1870er Jahren wurde ein Landungssteg für Dampfschiffe angelegt, der in den 1950er Jahren wieder abgerissen wurde. 1917 wurden durch einen Präsidialerlass von Woodrow Wilson 1500 Acres der Plantage in militärisches Gelände verwandelt. 1947 stellte die Waimanalo Sugar Company den Betrieb ein.

## Demographie
Der Ort besteht aus den beiden Ortsteilen (CDPs) Waimānalo und Waimānalo Beach.
Waimānalo zählt 6135 Einwohner (Schätzung 2018), die sich zusammensetzen aus: 46,4 % gemischtrassig, 22,4 % Hawaiier und andere Polynesier, 21,3 % Asiaten, 10,9 % Hispanics, 9,4 % Weiße und 0,5 % Schwarze. Das mittlere Jahreseinkommen pro Haushalt beträgt 86.739 US-Dollar, das Pro-Kopf-Einkommen 27.103 US-Dollar. In Waimānalo Beach leben weitere 3825 Menschen (Schätzung 2018).

## Waimānalo Beach
Der 4,8 km lange Strand von Waimānalo ist der längste ununterbrochene weiße Sandstrand von Oahu. Er verfügt über minimale touristische Infrastruktur. In den Wintermonaten ist es dort sehr windig. Bekannt wurde der Strand durch die 1980er Fernsehserie Magnum. Hier befand sich die TV-Residenz des Hauptcharakters Thomas Magnum. Das Grundstück wurde 2015 von dem Vorsitzenden der Obama Foundation Marty Nesbitt für 8,5 Millionen US-Dollar als möglicher Altersruhesitz für den ehemaligen US-Präsidenten Barack Obama erworben. Das historische Gebäude wurde 2018 jedoch abgerissen, nachdem das hawaiische Parlament im Juli 2015 eine Gesetzesänderung verabschiedet hatte, die dies bei privaten Einfamilienhäusern erlaubt.

## Söhne und Töchter der Stadt
- Akebono Tarō (1969–2024), US-amerikanischer, später japanischer Sumōringer
- Tetairoa McMillan (* 2003), American-Football-Spieler